# Basilio Rodríguez Cañada
Basilio Rodríguez Cañada (Navalvillar de Pela, provincia de Badajoz, 1961) es un editor, escritor, poeta, profesor, articulista, africanista y gestor cultural español.

## Biografía
Basilio Rodríguez Cañada nació en 1961, en el municipio de Navalvillar de Pela, en la provincia de Badajoz, que pertenece a la comunidad autónoma de Extremadura. Es licenciado en Ciencias de la Educación por la Universidad Complutense de Madrid.
Desde 1989 hasta 2003 fue subdirector del Colegio Mayor Universitario “Nuestra Señora de África”, dependiente del Ministerio de Asuntos Exteriores y adscrito a la Universidad Complutense de Madrid. También fue fundador y presidente de la Asociación para Actividades Conjuntas de los Colegios Mayores Universitarios de Madrid.
Desde 2001 hasta 2006 fue profesor de Técnicas de Dirección y de Comunicación en la Institución Universitaria Mississippi de Madrid, dependiente de la University of Southern Mississippi (USA). Ha sido profesor invitado en diferentes universidades españolas y extranjeras, y conferenciante habitual en distintas instituciones nacionales e internacionales.
Ha colaborado con diversos periódicos y revistas: ABC, Leer, Estudios Africanos, Carácter, Turia, The European Magazine, etc. También ha realizado varias exposiciones de fotografía y sus obras han sido publicadas en numerosos medios especializados.
Desde 2005 hasta diciembre de 2007, presentó y coordinó el programa televisivo semanal de multidifusión “Tiempo de tertulia”.
De 2012 a 2015 fue presidente de la Asociación Española de Africanistas, Sección Española del Consejo Europeo de Estudios Africanos. Fue refundador y es el actual presidente del PEN Club Español. También es presidente del Grupo Editorial Sial Pigmalión, fundado en 1997.
En 2018 Rodríguez Cañada recibió el premio “Estrella de Oro" otorgado por el Instituto para la Excelencia Profesional (IEP), como reconocimiento a su labor profesional y compromiso con la Excelencia.
En 2020 recibe el Premio Europeo a la Calidad Empresarial, otorgado por la Asociación Europea de Economía y Competitividad, como reconocimiento a su trayectoria profesional.

## Obra
Su obra ha obtenido diversos galardones literarios y ha sido traducida al árabe, italiano, francés, inglés, alemán, portugués, griego, ruso, gallego y catalán.
Libros de poesía:
- Las adolescentes (1986, 1996 y 1997)
- Acreedor de eternidades (1996 y 1997)
- Afluentes de la memoria (1997)
- La fuente de jade (1998)
- La llama azul (1999)
- Breve antología poética. 1983-2000 (2000)
- Amiga, amante, compañera (2001)
- País de sombras (2001)
- Viaje al alba (2005)
- La brisa y el simún. Poema dramático (2006)
- Hubo un tiempo (2008)
- Suma poética. 1983-2007 (2011)
- Sobre la piel del amor (2017)
- ¡Imagínate! Antología (2018)

Estudios sobre su poesía:
- El imaginario poético de Basilio Rodríguez Cañada. Intimidades, itinerarios, remembranzas (2019)
- La piel de la poesía de Basilio Rodríguez Cañada (2019)

Otras obras:
- Poesía Ultimísima. 35 voces para abrir un milenio (1997)
- Milenio. Ultimísima Poesía Española. Antología (1997)
- Conflictos y cooperación en África actual (2000)
- El sueño de la pirámide (2012)